# Amalia Álvarez Gallego
Amalia Álvarez Gallego (Lugo, 10 de febrero de 1906 - Pontevedra, 27 de noviembre de 2001), fue una funcionaria española.

## Biografía
Fue la quinta de seis hijos de Xerardo Álvarez Limeses y Dolores Gallego. De niña, la familia se trasladó a Pontevedra. Allí completó su educación primaria y luego estudió Magisterio. Conoció a Alexandre Bóveda en los ensayos de la Sociedad Coral Polifónica de Pontevedra, en la que cantaron ambos. Se casaron el 20 de octubre de 1930. Terminó su carrera y comenzó a enseñar mientras se preparaba para los exámenes. Optó por hacer Hacienda en Madrid. Consiguió plaza en Cádiz y dejó a sus hijos con familiares. Fue trasladada a Pontevedra. Tuvo dificultades para obtener un certificado de membresía en el esquema que le permitió ocupar su puesto de funcionaria. Sus hijas fueron seleccionadas. Participó en los homenajes que se le rindieron a su esposo con el advenimiento de la democracia.